# Pfarrkirche Grödig

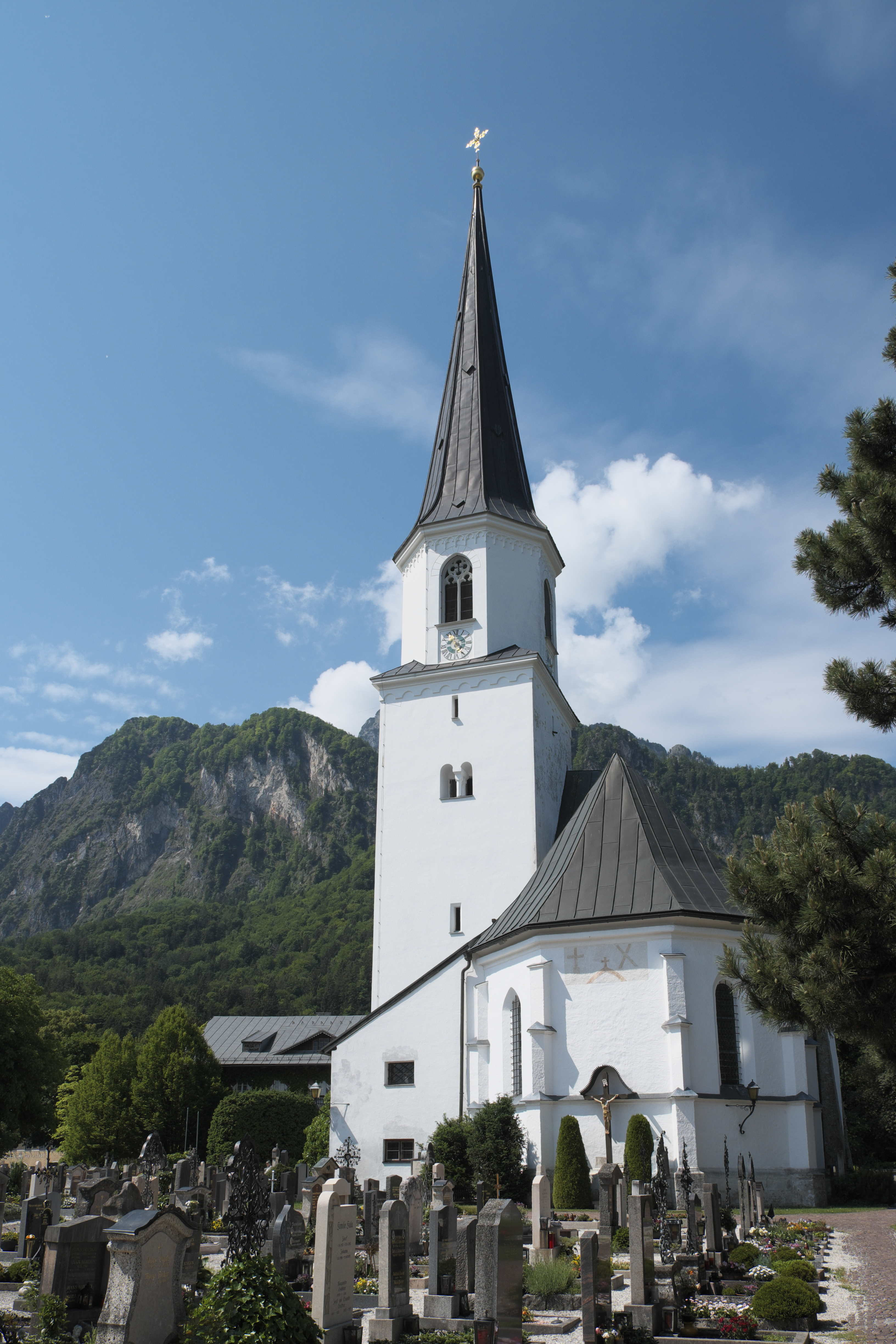
Katholische Pfarrkirche Mariä Verkündigung in Grödig

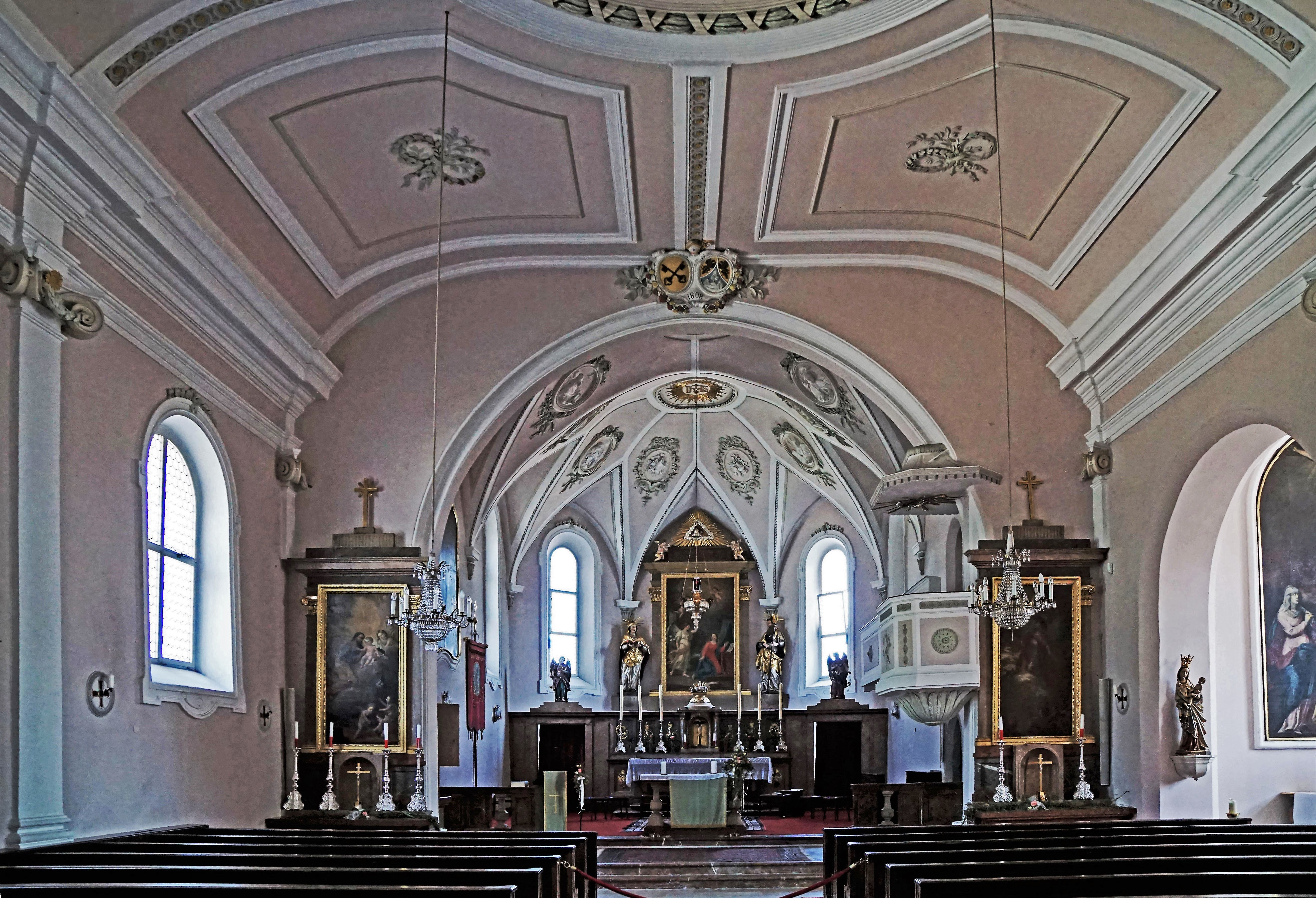
Innenansicht

Die Pfarrkirche Grödig steht am Nordwestrand des Ortes in der Gemeinde Grödig im Bezirk Salzburg-Umgebung im Land Salzburg. Die auf das Patrozinium Mariä Verkündigung geweihte römisch-katholische Pfarrkirche – dem Stift Sankt Peter inkorporiert – gehört zum Dekanat Bergheim in der Erzdiözese Salzburg. Die Kirche steht unter Denkmalschutz (Listeneintrag).

## Geschichte
Urkundlich wurde 790 eine Kirche genannt, dem Stift Sankt Peter inkorporiert. Pfarre seit 1625 bzw. 1883. Der Chor wurde 1513 erweitert und 1523 geweiht. Der Turm wurde 1686 und 1872 erhöht. 1805, nach einem Brand, wurde bis 1807 die Kirche wiederaufgebaut und mit einem südlichen Seitenschiff erweitert. 1880 erhielt die Kirche vor dem Westportal eine neugotische Vorhalle. 1944 wurde die Kirche durch Bomben beschädigt und 1949 wiederhergestellt. 1967/1968 war eine Restaurierung.

## Bauwerk
Die Kirche ist von einem Friedhof umgeben. An der Friedhofsmauer steht der römische Weihealtar des Turbonius Fuscinus für Jupiter und alle Götter und Göttinnen.
Das Langhaus und der Turm sind im Kern romanisch, der Chor mit 5/8-Schluss ist gotisch. Die flach gewölbte Decke des Langhauses zeigt klassizistische Stuckornamente und ist mit 1808 bezeichnet. Das durch eine rundbogige Arkaden mit Rechteckpfeilern angeschlossene Südseitenschiff hat ein Kreuzgratgewölbe, das insgesamt unterhalb der Voluten der Mittelschiffsdecke liegt. Die Kirche hat also Kennzeichen einer Pseudobasilika, obwohl der Höhenunterschied der Schiffe kaum zwei Meter beträgt, was sie auch als Hallenkirche erscheinen lässt.

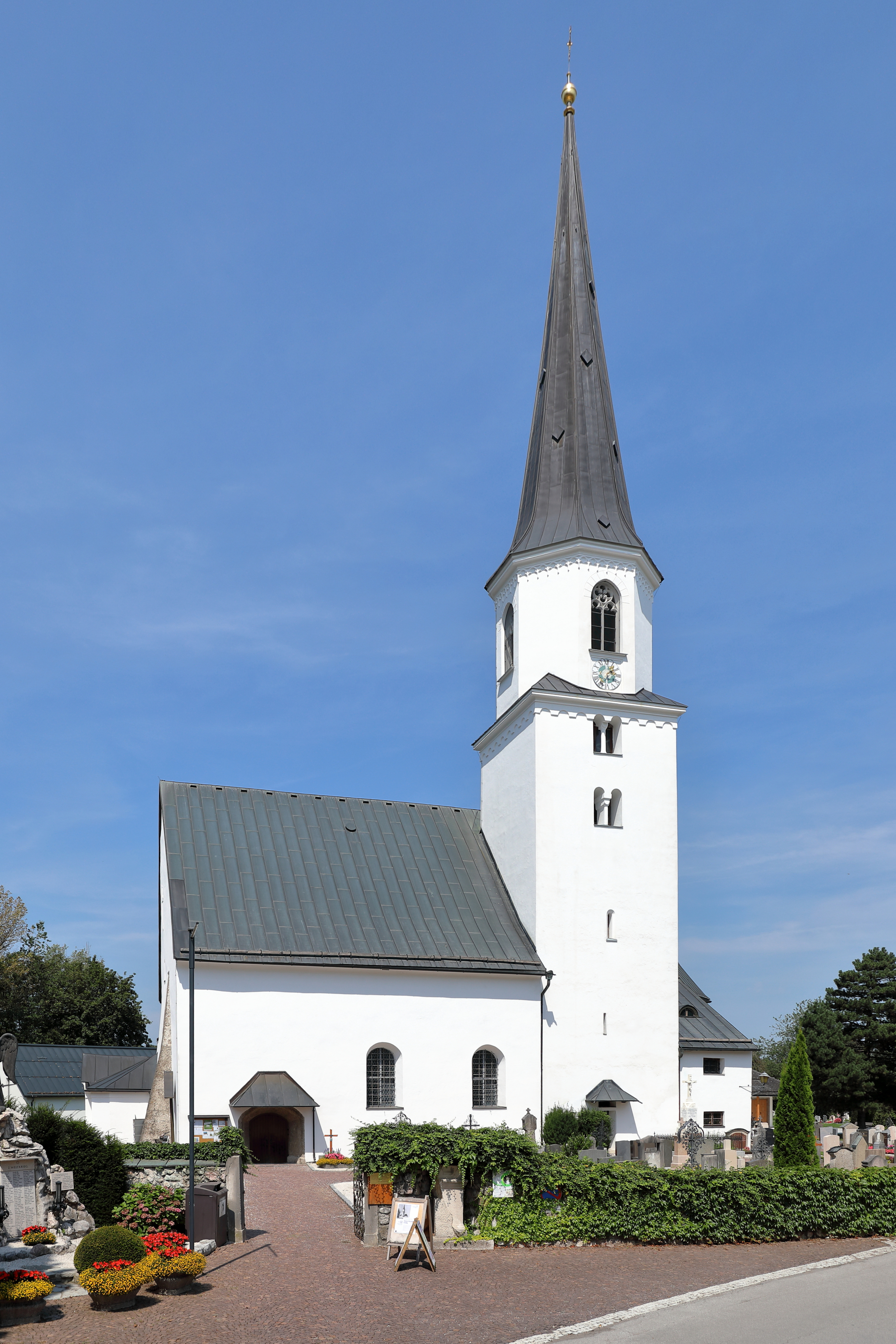
Südansicht der Pfarrkirche
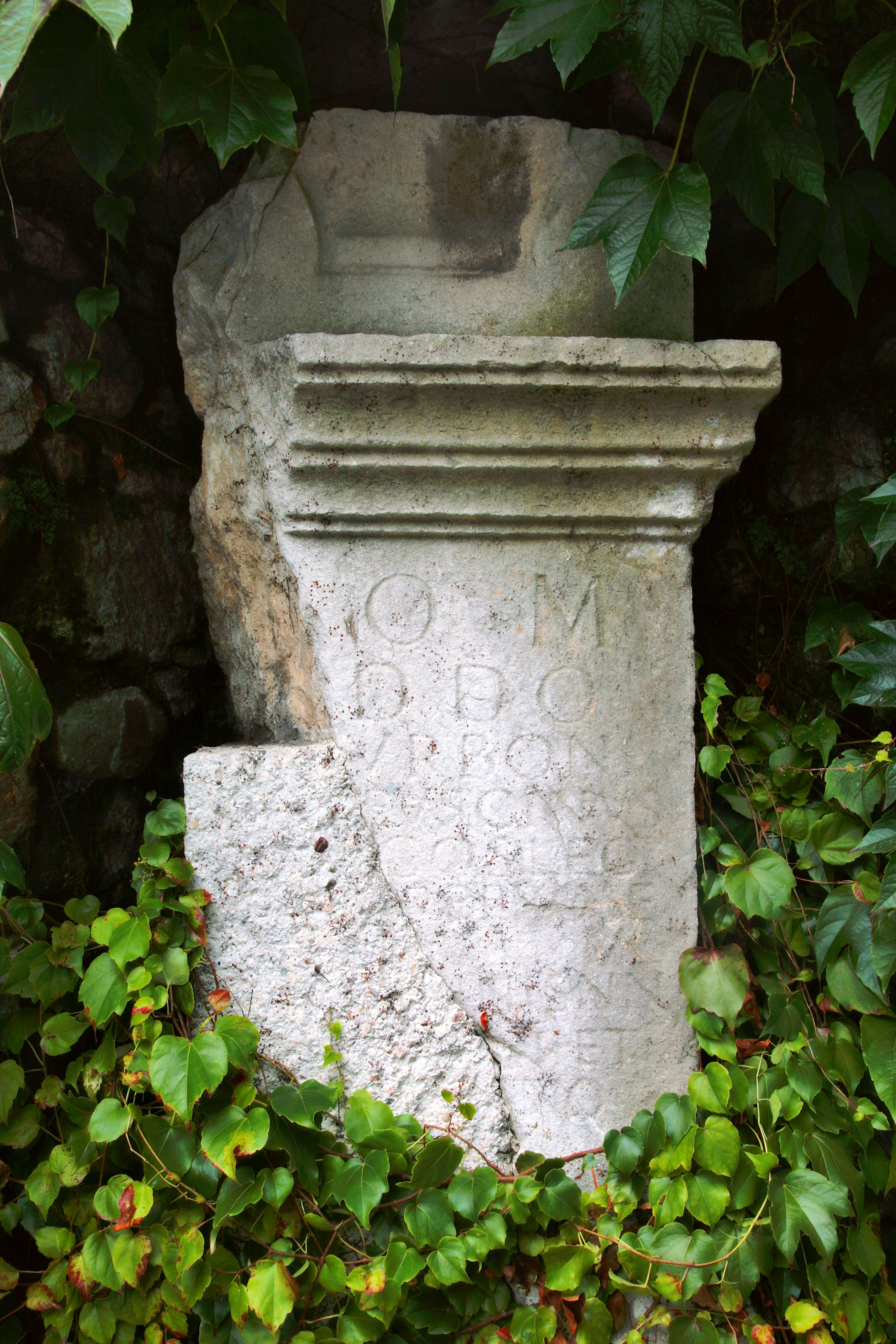
Altar für Jupiter und alle Götter
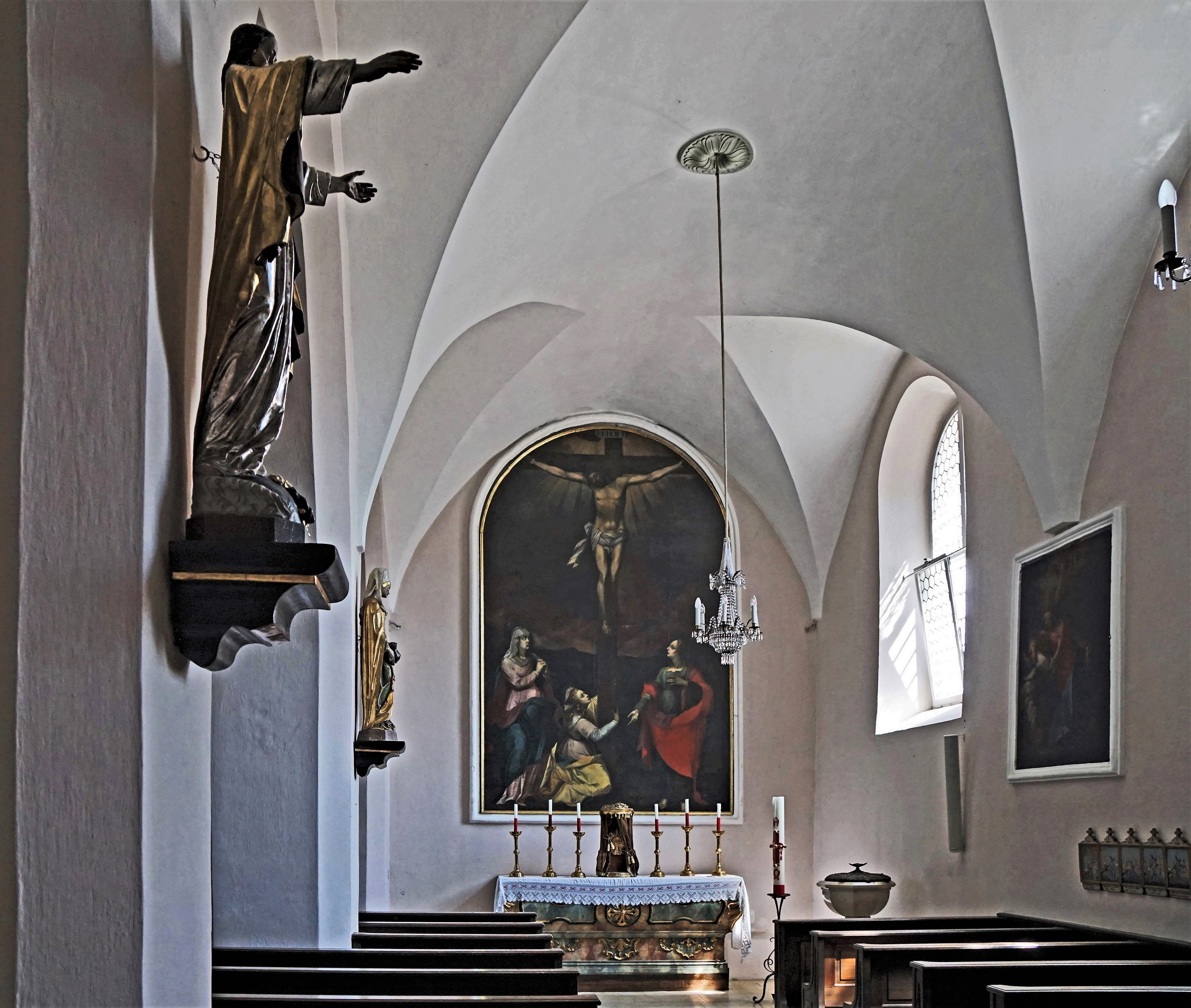
Blick ins Südschiff

## Einrichtung

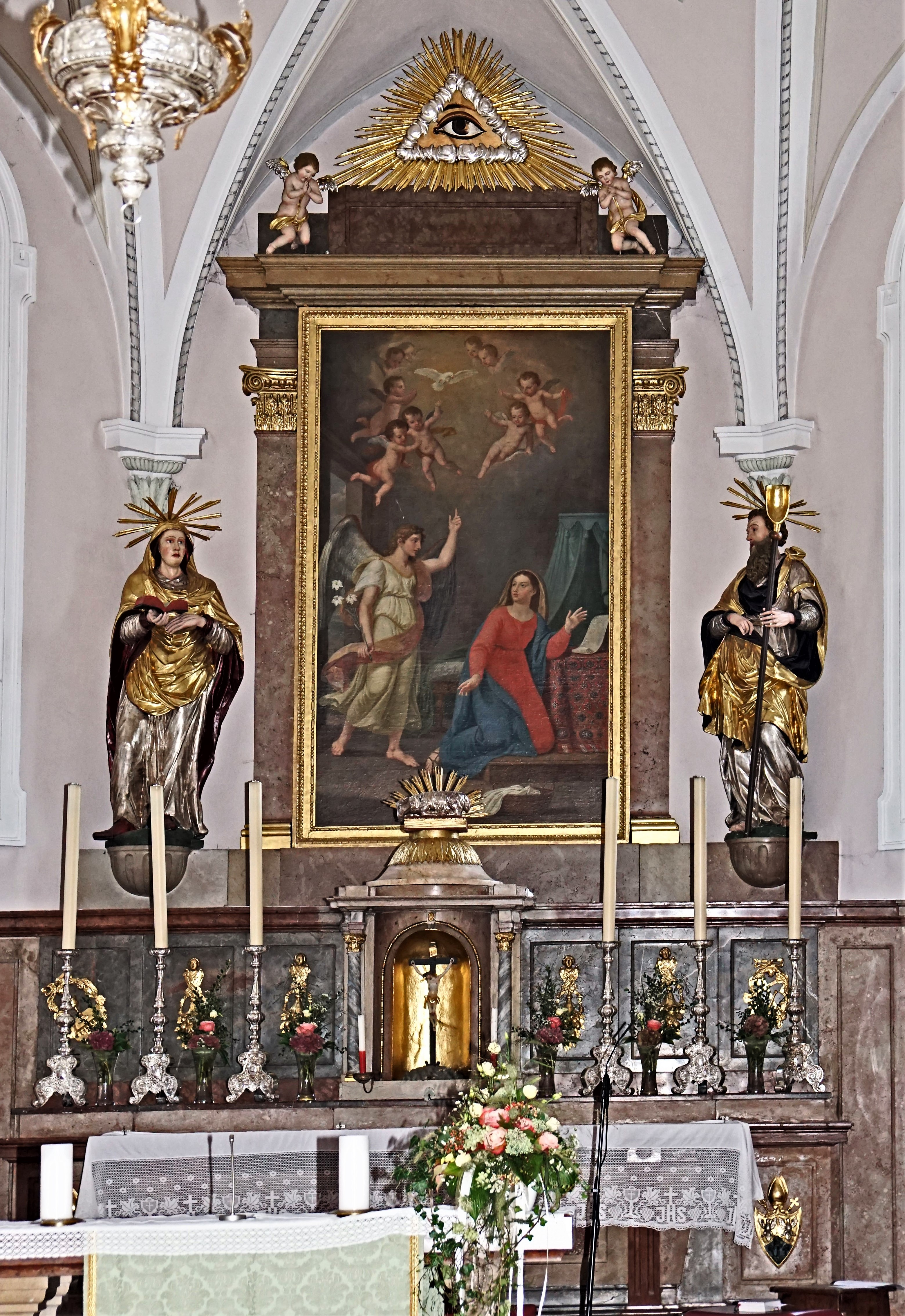
Der Hochaltar

Den Hochaltar aus Salzburger Marmor (Adneter Rot, Schnöll, Untersberger Forellenmarmor) und die Seitenaltaraufbauten schuf Anton Högler (1809). Das Hochaltarblatt Mariä Verkündigung malte Andreas Nesselthaler (1808). Assistenzfiguren sind links die hl. Anna, rechts der hl. Joachim. Im Aufsatz steht das Auge der Vorsehung.
Das Bild des linken, klassizistischen Seitenaltars zeigt den hl. Josef mit dem Jesuskind. Es wurde von F. Streicher nach Angaben von A. Nesselthaler gemalt. Das Gemälde des rechten Seitenaltars ist ein Werk des Kremser Schmidt (um 1780). Es wurde von Abt Dominikus im Wiener Kunsthandel erworben. Dargestellt ist der hl. Florian.
Zur weiteren Einrichtung gehören eine Herz-Jesu-Figur, eine Madonna mit Kind und die hl. Verena als Konsolstatuen.
Die Orgel mit 18 Registern aus 1962 wurde von Fritz Mertel gebaut.

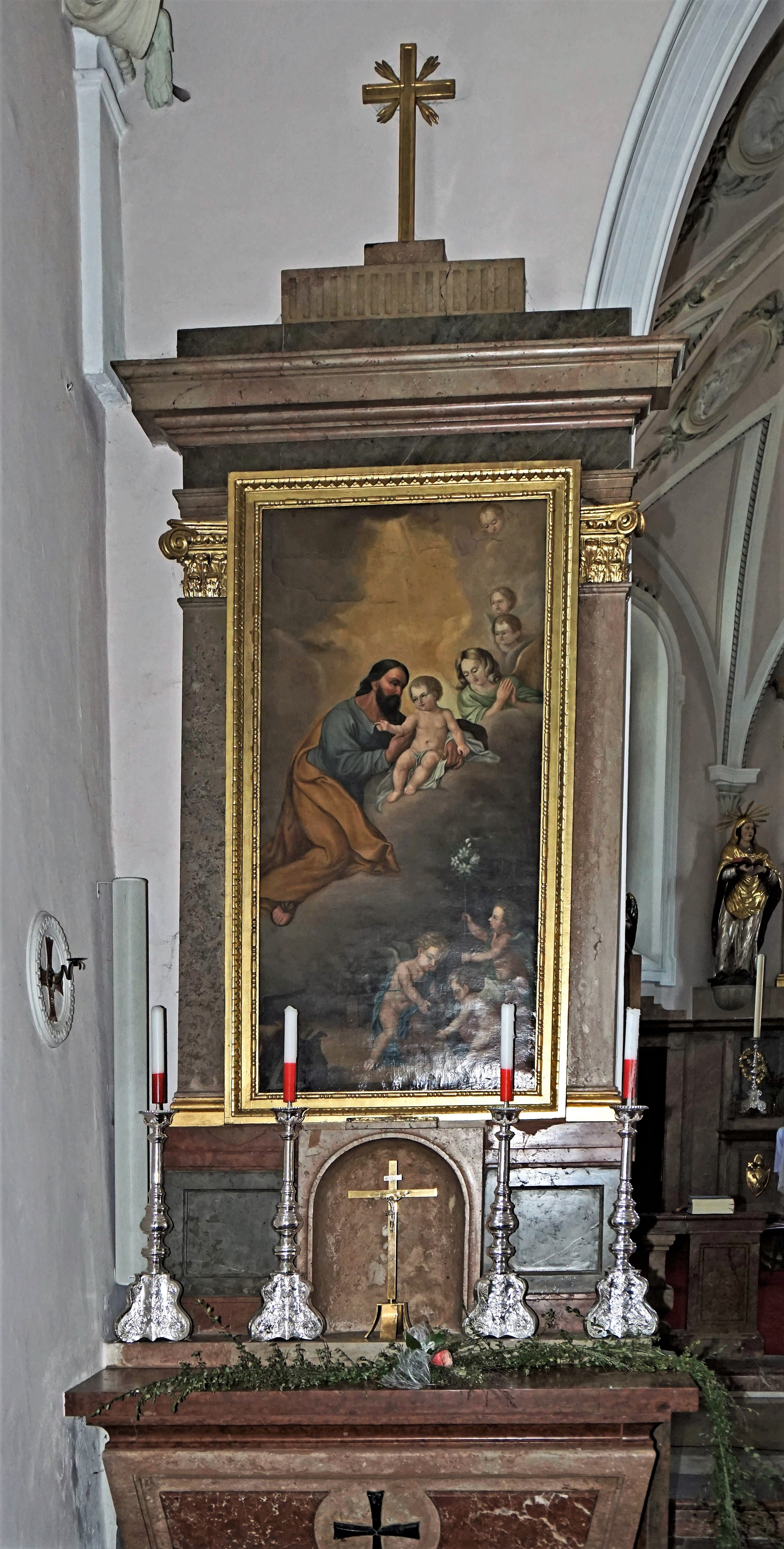
Linker Seitenaltar
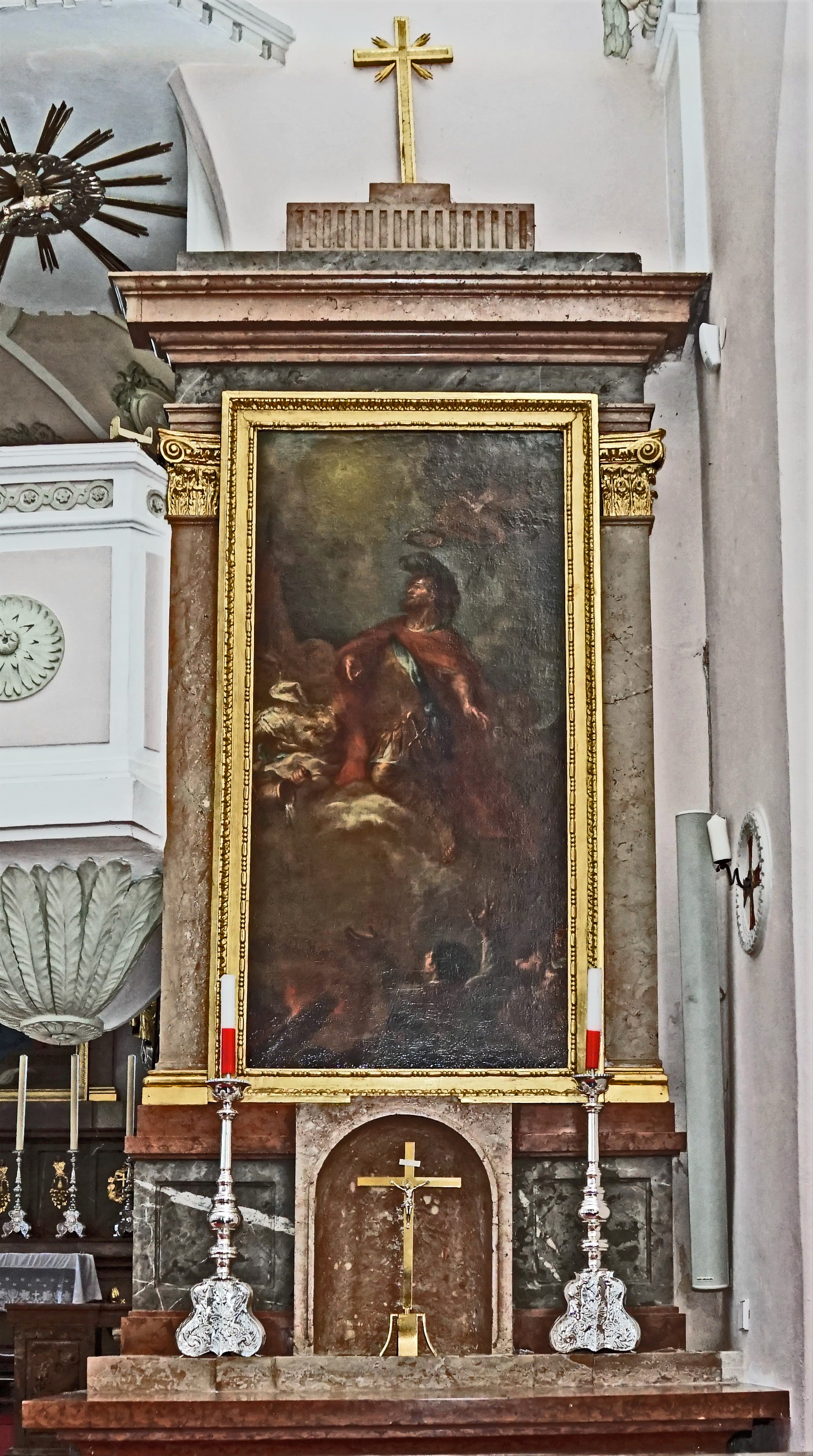
Rechter Seitenaltar
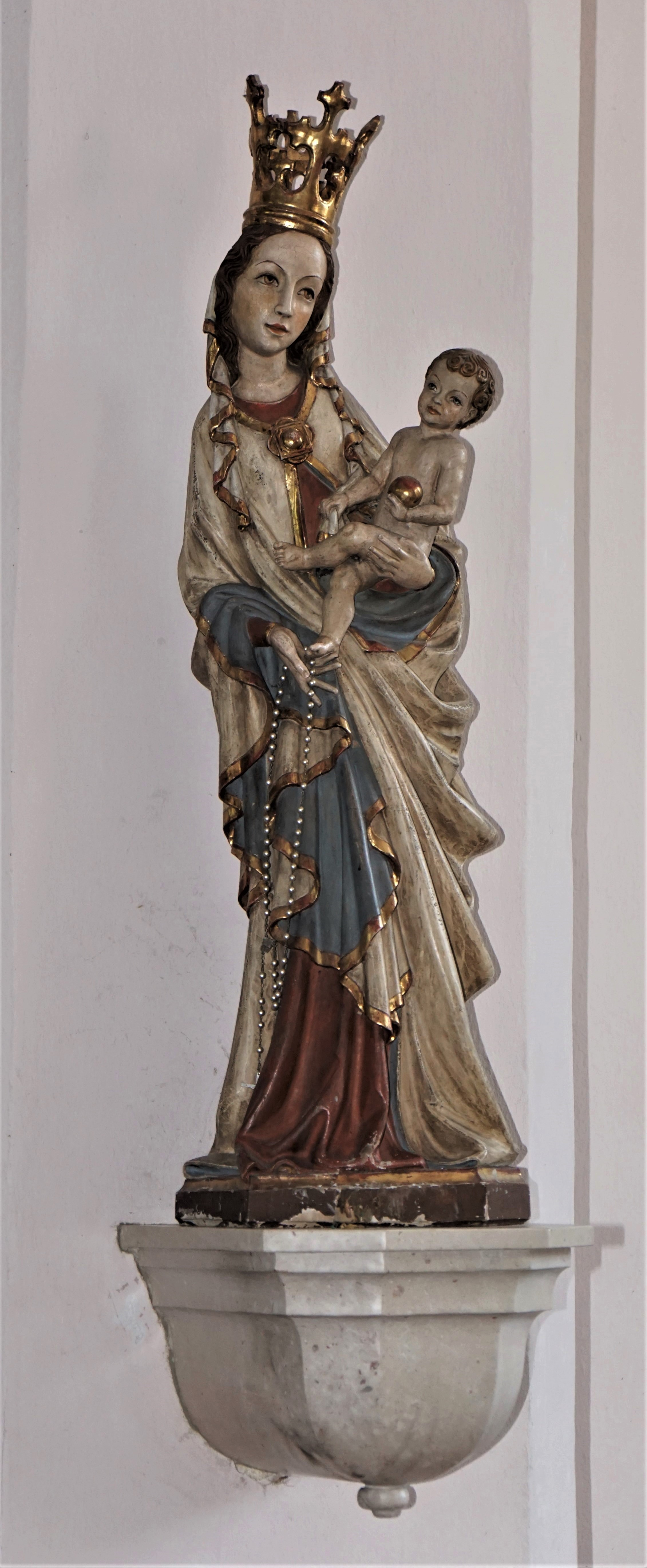
Madonna mit Kind
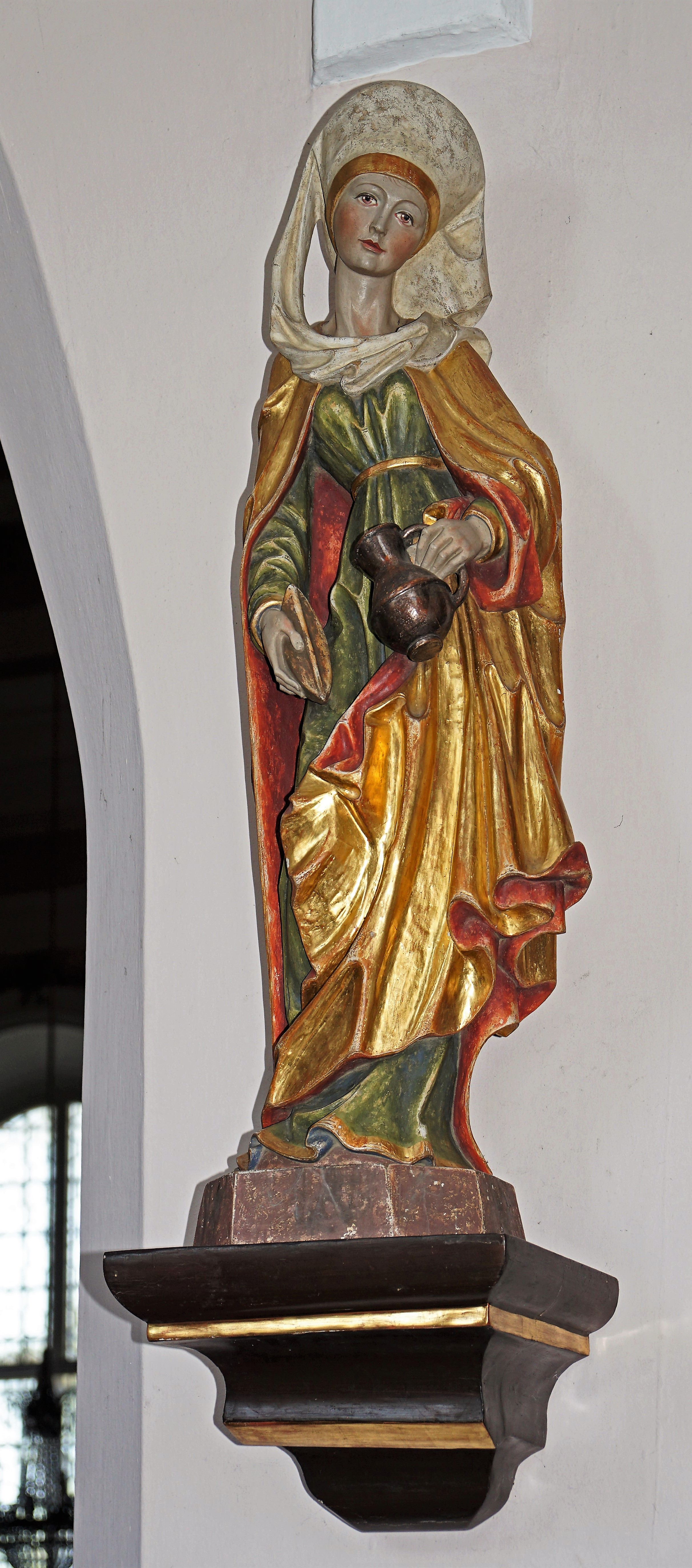
Hl. Verena

### Orgel

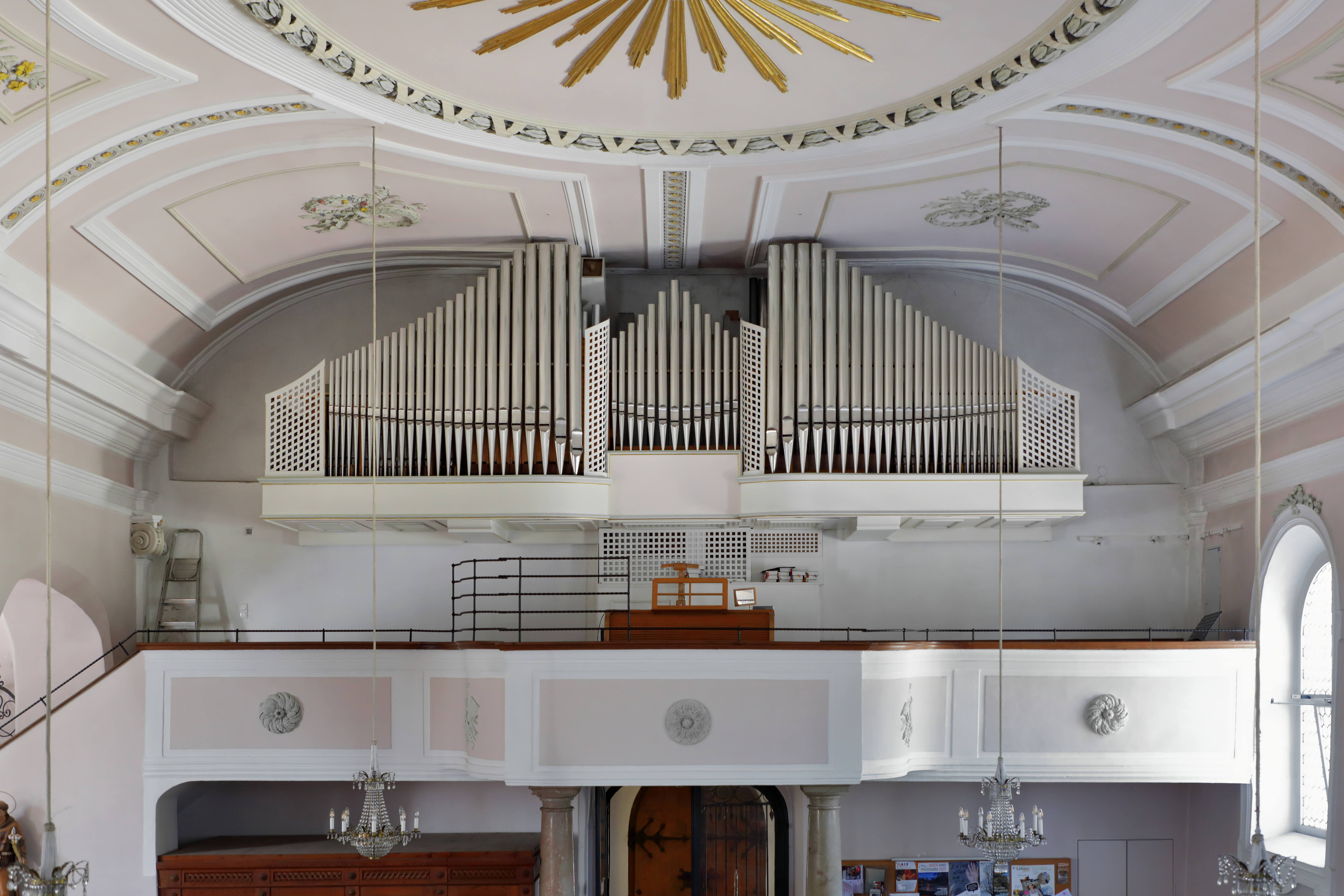
Orgel

Die Orgel wurde von Fritz (Friedrich) Mertel (sen.) 1962 gefertigt, nach anderen Angaben 1966. Sie wird von Stahltraversen, die an der Kirchenrückwand befestigt sind, getragen – ähnlich wie bei der ehem. Mertelorgel der Pfarrkirche Mariä Himmelfahrt und Hl. Michael in Salzburg-Gnigl. Die elektro-pneumatische Orgel hat 18 Register, aufgeteilt auf zwei Manuale und Pedal.